# Baimashania pulvinata
Baimashania pulvinata är en korsblommig växtart som beskrevs av Al-shehbaz. Baimashania pulvinata ingår i släktet Baimashania och familjen korsblommiga växter. Inga underarter finns listade i Catalogue of Life.